# Deborah Kara Unger
Deborah Kara Unger (Vancouver, 12 mei 1966) is een Canadees actrice. Ze heeft in films als The Game, Leo, Payback en White Noise gespeeld.

## Carrière
Na de afronding van haar opleiding vond Unger werk in Australische films en televisieseries. Na de terugkeer in Amerika verscheen ze in de miniserie Hotel Room. Een jaar later acteerde ze in de film Highlander III: The Sorcerer met acteur Christopher Lambert.
De doorbraak voor Unger kwam met de erotische dramafilm Crash. Deze film gaat over een groep mensen die seksueel opgewonden raken van auto-ongelukken. In 1997 speelde ze met Michael Douglas in de thriller The Game, geregisseerd door David Fincher. In 1998 speelde ze de rol van Ava Gardner in The Rat Pack. In 1999 verscheen ze in de film Payback met Mel Gibson, The Hurricane met Denzel Washington en de bekroonde dramafilm Sunshine.
In 2011 speelde Unger een titelrol in de televisieserie Combat Hospital als majoor Grace Pedersen.